# Flustra capitata
Flustra capitata är en mossdjursart som beskrevs av Canu och Bassler 1928. Flustra capitata ingår i släktet Flustra och familjen Flustridae. Inga underarter finns listade i Catalogue of Life.